# Megalopodinae
Sous-famille
Les Megalopodinae sont une sous-famille d'insectes coléoptères de la famille des  Megalopodidae.

## Genres
Selon ITIS (22 juin 2021) :
- Agathomerus Lacordaire, 1845
- Antonaria Jacoby & Clavareau, 1905
- Ateledera Lacordaire, 1845
- Barticaria Jacoby and Clavareau, 1905
- Bothromegalopus  Monrós, 1947
- Bryantonaria Pic, 1951
- Falsocolobaspis Pic, 1942
- Falsotemnaspis Pic, 1951
- Homalopterus  Perty, 1832
- Kuilua  Jacoby, 1894
- Leucastea Stål, 1855
- Macroantonaria Pic, 1951
- Macrolopha Weise, 1902
- Mastostethus Lacordaire, 1845
- Megalopus Fabricius, 1801
- Mimocolobaspis Pic, 1951
- Nickimerus Guérin, 1948
- Piomelopus Jacoby & Clavareau, 1905
- Plesioagathomerus Monrós, 1945
- Poecilomorpha Hope, 1840
- Pseudohomalopterus Pic, 1920
- Pseudomegalopus Pic, 1916
- Sphondylia Weise, 1902
- Temnaspis Lacordaire, 1845